# Justin Johnson (cestista 1988)
Justin Lamont Johnson (Los Angeles, 4 novembre 1988) è un ex cestista statunitense, professionista nella NBDL e in Europa.